# Jak anioła głos
Jak anioła głos – trzeci singel zespołu Feel z albumu Feel.
Utwór wygrał plebiscyt RMF FM na najlepszą piosenkę 2008 roku oraz zajął 9 miejsce w notowaniu Szczecińskiej Listy Przebojów.
Teledysk wyreżyserował Dawid Marciniak, a gościnnie wystąpiła w nim florecistka Sylwia Gruchała. Został nakręcony na Dolnym Śląsku, w Pałacu w Staniszowie.